# Giraffa jumae
Giraffa jumae é uma espécie extinta de girafa africana, tinha cornos retos virados para trás, e era mais alta e mais robusta que a maior girafa presente, a girafa-núbia (Giraffa camelopardalis camelopardalis), com cerca de 6m de altura e pesando cerca de 2 toneladas. De acordo com os fósseis encontrados associados aos seus, pode ter vivido em regiões de bosques. Viveu na Etiópia, no Quênia, na Tanzânia e na África do Sul do Mioceno Superior ao Pleistoceno Superior. Seus fósseis são os mais antigos a serem atribuídos ao gênero Giraffa, com 12 milhões de anos de idade.
Possivelmente Giraffa capensis é um sinônimo de G. jumae.